# Miljacka
Miljacka – rzeka w Bośni i Hercegowinie, prawy dopływ Bośni. Jej długość wynosi 35 km.

## Opis
Powierzchnia jej dorzecza wynosi 420 km². Powstaje z połączenia Mokranjskiej z Paljanską Miljacką. Płynie przez Sarajewo. Do Bośni wpada w miejscu o nazwie Butila.